# Yun Hyon-seok
Yun Hyon-seok (em coreano: 윤현석 尹賢碩, 7 de agosto de 1984 - 26 de abril de 2003) foi um escritor, poeta e ativista dos direitos humanos e direitos LGBT da Coreia do Sul. Em 2000 e 2003, ele era atividade de homofobia, homossexuais discriminação. Em 03 abril de 2003, ele era um objecção de consciência ao serviço militar.
Yun Hyon-seok nasceu em 1984, em Incheon. Nasceu em uma família que era devota pela Igreja Católica. Seu verdadeiro nome era Hyon-seok, mas tinha vontade de revelá-lo, porém, por causa de algumas oposições, nunca o revelou.
Em 26 de abril de 2003, cometeu suicídio por estrangulamento por se opor à homofobia e discriminação homossexual de seu país, principalmente por parte de pessoas religiosas. Tinha outros pseudônimos, como Yukwudang(육우당, 六友堂 seis amigos), mas seus apelidos eram Sulheon(설헌, 雪軒) e Midong(미동, 美童 belo menino). Nome de católico batismo foi Antonio.